# Mariano Matamoros 1ra. Sección A
Mariano Matamoros 1ra. Sección A är en ort i Mexiko.   Den ligger i kommunen Pichucalco och delstaten Chiapas, i den sydöstra delen av landet, 700 km öster om huvudstaden Mexico City. Mariano Matamoros 1ra. Sección A ligger 161 meter över havet och antalet invånare är 346.
Terrängen runt Mariano Matamoros 1ra. Sección A är kuperad söderut, men norrut är den platt. Runt Mariano Matamoros 1ra. Sección A är det ganska tätbefolkat, med 58 invånare per kvadratkilometer. Närmaste större samhälle är Pichucalco, 4,6 km sydost om Mariano Matamoros 1ra. Sección A. Trakten runt Mariano Matamoros 1ra. Sección A består till största delen av jordbruksmark.